# Naohisa Inoue
Naohisa Inoue (井上 直久, Inoue Naohisa) est un peintre japonais né en 1948, et dont les peintures peuvent se rattacher au surréalisme ou au réalisme magique. Une grande partie de ses tableaux décrivent un monde fantastique, Iblard (イバラード, Ibarādo).

## Biographie
Naohisa Inoue est né en 1948 à Osaka, au Japon. Il étudie et obtient un diplôme à l'établissement supérieur d'enseignement des arts de Kanazawa. Il entame ensuite une carrière de dessinateur et de professeur des beaux-arts en grande école. En 1993, il se lance dans une carrière d'artiste free-lance. Il est actuellement professeur à l'Université Seian d'Art et de dessin. 

## Le développement du monde d'Iblard
Le premier ouvrage d'Inoue consacré au monde d'Iblard, Un Voyage à Iblard, paraît en 1983 et reçoit le prix « Découverte de l'année », dans la catégories Livres illustrés. Plusieurs autres ouvrages suivent, ainsi que des CD-Roms, récompensés par plusieurs autres prix. La première exposition d'œuvres d'Inoue consacrée à Iblard se tient en 1994 à la galerie Pinpoint à Minami Aoyama, à Tokyo ; elle est reconduite à plusieurs reprises les années suivantes, et suivie de plusieurs autres au fil de la parution des livres suivants. Au début des années 2000, Inoue réalise des illustrations pour des ouvrages destinées aux écoliers. Il réalise également une peinture murale pour le hall principal du musée Ghibli en 2001.
L'univers visuel d'Iblard est apparu à plusieurs reprises dans des films d'animation du studio Ghibli auxquels Inoue a participé. Inoue réalise d'abord des décors pour le long-métrage d'animation Si tu tends l'oreille de Yoshifumi Kondo en 1995, où Iblard sert de cadre aux aventures du Baron imaginées par Shizuku. En 2006, le court-métrage Le Jour où j'ai cultivé une étoile, réalisé par Hayao Miyazaki, adapte plus directement Iblard, mais sa diffusion est réservée aux visiteurs du musée Ghibli. En 2007, Inoue réalise lui-même Iblard Jikan, un court-métrage sorti directement en DVD, qui ne développe pas d'intrigue mais plutôt une promenade musicale dans les paysages d'Iblard. 
Il existe, en français, un recueil d'histoires courtes en bande dessinée publiées en 2008 par les éditions Milan dans la collection Kanko : Les chroniques d'Iblard.  (ISBN 9782745926357)

## Publications
Ces ouvrages ne sont disponibles qu'en japonais.
- Un Voyage à Iblard, Kodansha, Co. Ltd., 1983 (réédition chez Cacoosha, Co. Ltd., 1996)
- Les Contes d'Iblard, bande dessinée, Seishinsha, Co. Ltd., 1985
- L'Histoire naturelle d'Iblard, Cacoosha, 1994
- L'Histoire que Baron m'a donnée, art book sur la conception de Si tu tends l'oreille, Tokuma Shoten, Studio Ghibli, 1995
- L'histoire naturelle d'Iblard, volume n°2 : Le ciel-jardin, la planète-océan, Cacoosha, 1997
- L'histoire naturelle d'Iblard, vol n°3 : Le littoral de Zipangu, Cacoosha, 2000
- L'histoire naturelle d'Iblard, volume n°4 : Ainsi, voilà la ville, Cacoosha, 2003
- Une belle journée à la mer nivelée, recueil de cartes postales, Cacoosha, 2000
- Le jour où Mégézo est apparu, livre de cartes postales, Sanrio, 2001
- Dans la ville arc-en-ciel, livre de cartes postales, Sanrio, 2001
- Le monde est votre collection, recueil de peintures, Cacoosha, 2001